# Hôtel au 4, place du Marché-aux-Poissons à Strasbourg
L'hôtel au 4, place du Marché-aux-Poissons est un monument historique situé à Strasbourg, dans le département français du Bas-Rhin.

## Localisation
Ce bâtiment est situé au 4, place du Marché-aux-Poissons à Strasbourg.

## Historique
L'édifice fait l'objet d'une inscription au titre des monuments historiques depuis 1935.